# Xúp vi cá mập
Súp vi cá mập là món súp truyền thống hoặc món hầm có trong ẩm thực Trung Hoa và ẩm thực Việt Nam. Vi cá mập cung cấp kết cấu, trong khi hương vị đến từ các thành phần súp khác. Nó thường được phục vụ vào các dịp đặc biệt như đám cưới và tiệc tùng, hoặc như một món hàng xa xỉ trong văn hóa Trung Hoa.
Súp có nguồn gốc từ nhiều thế kỷ trước trong triều đại Nhà Tống, phục vụ gia đình hoàng gia và các thành viên triều đình. Trong triều đại nhà Minh, món ăn càng phổ biến và vào thời nhà Thanh thì đòi hỏi lên rất cao. Một khi nghề đánh cá thương mại và mậu dịch gia tăng, món súp trở nên rất được ưa chuộng khi mức thu nhập của các cộng đồng Trung Quốc tăng lên trên toàn thế giới. Các mối quan tâm quốc tế về tính bền vững và phúc lợi của cá mập đã ảnh hưởng đến việc tiêu dùng và sự sẵn có của súp. Tiêu thụ giảm khoảng 50-70% ở Trung Quốc từ năm 2011 đến năm 2013. Súp vi cá mập giả đã trở thành một sự thay thế phổ biến, sử dụng các chất thay thế để tạo cấu trúc dai, sền sệt.